# Чеботарёв, Юрий Фёдорович
Ю́рий Фёдорович Чеботарёв (род. 21 февраля 1955, Воронеж) — советский футболист, защитник, футбольный судья.

## Карьера

### Игрока
С 1973 по 1974 и в 1977 году играл за воронежский «Факел», носивший также в те годы название «Труд», провёл 62 встречи и забил 1 гол в первенстве, и ещё принял участие в 2 поединках Кубка СССР в 1977 году.
С 1978 по 1987 год выступал за «Кубань», в составе которой в 1980 году дебютировал в высшей лиге СССР, где сыграл за 3 сезона 83 матча и забил 1 гол. Всего за это время провёл 285 встреч и забил 4 мяча в чемпионатах и первенстве СССР, и ещё сыграл 28 матчей в Кубке. Кроме того, принял участие в 11 играх турнира дублёров в 1981 году. В 1979 году стал в составе «жёлто-зелёных» серебряным призёром первой лиги СССР, а в 1987 году чемпионом РСФСР.

### Судьи
После завершения карьеры игрока был тренером юношеской команды, ставшей чемпионом РСФСР в 1988 году. Затем с 1996 по 2003 год работал футбольным судьёй, имеет категорию судьи ФИФА, дважды признавался лучшим судьёй России в 1999 и 2003 годах, с 2005 работает инспектором матчей.

## Достижения
- 2-е место в первой лиге СССР (выход в высшую лигу): 1979
- Чемпион РСФСР: 1987